# Het zwaard van de maagd
Het zwaard van de maagd is een stripverhaal uit de reeks van De Rode Ridder. Het is geschreven door Martin Lodewijk en getekend door Claus Scholz. De eerste albumuitgave was in juni 2006.
Het zwaard van de maagd is het 2e deel in een verhaallijn die begint in De Judasgraal en eindigt met Het vuur en de maagd.
Het speelt zich af in de herfst van 1416. De maagd in het verhaal is Jeanne d'Arc.